# Lavaschak

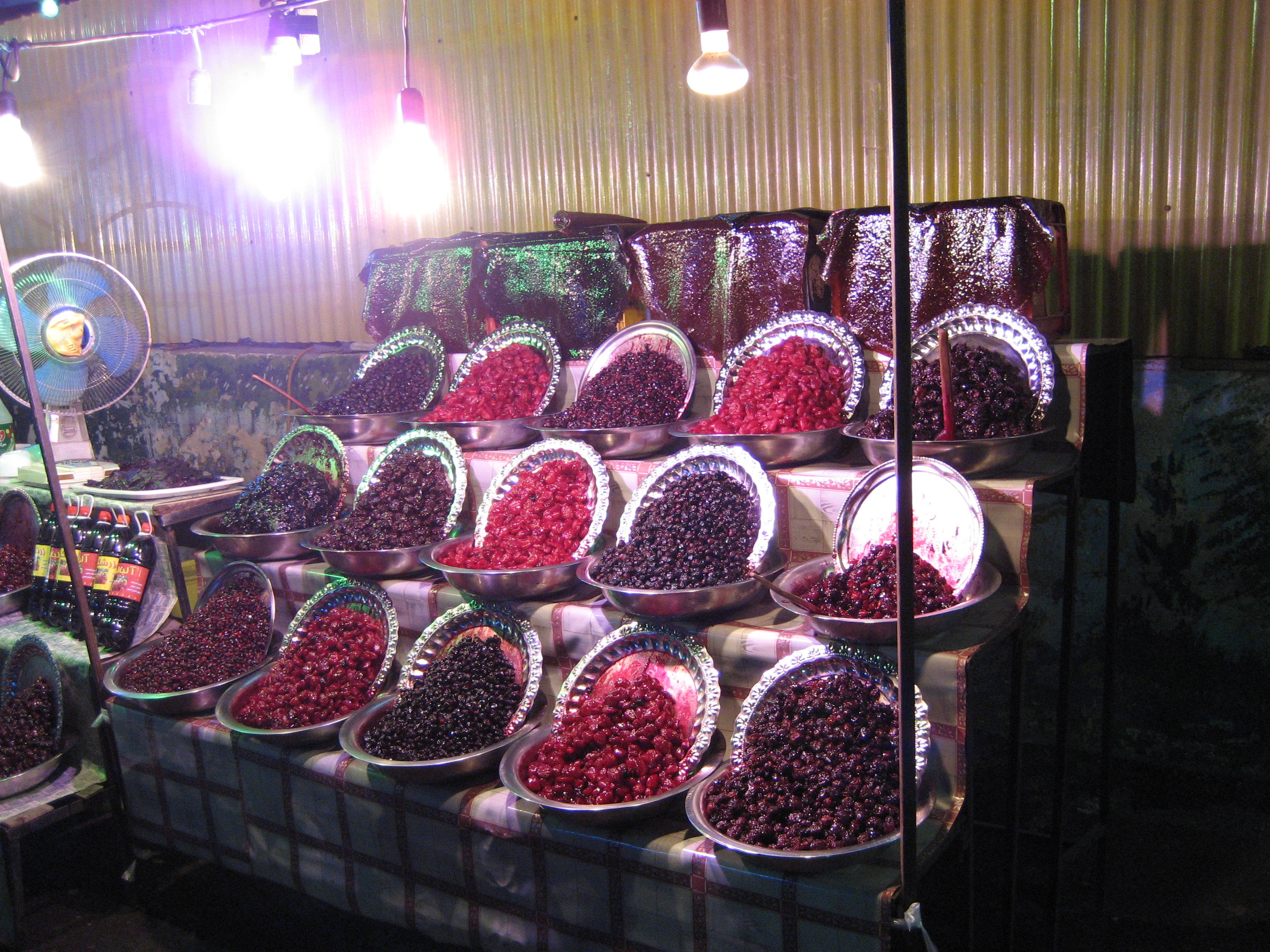
Ein Stand mit getrockneten saueren Früchten und Lavaschak im Hintergrund

Lavaschak (bzw. Lavāschak, persisch لواشک Lawaschak, DMG Lavāšak, wörtlich: Kleines Lavāsch) ist die persische Bezeichnung einer dünnen, festen und getrockneten Platte aus reinem oder gemischtem Fruchtmus wie beispielsweise von Pflaumen, Aprikosen oder Granatapfel. Die Masse aus zerkochtem Obst wird gesalzen, durch ein Sieb gepresst, ca. zwei Millimeter hoch glattgestrichen und getrocknet, bis sie ausgekühlt, zäh und fest ist. Lavāschak gibt es in der Persischen Küche in den Varianten süß, sauer und süß-sauer. Bevorzugt wird jedoch die saure Version.
Ernährungswissenschaftlich gesehen ist Lavāschak ein Extrakt aus verschiedenem Obst. Über Generationen wurde Lavāschak auf traditionelle Art im eigenen Heim zubereitet. Mittlerweile wird es industriell hergestellt und dessen Qualität staatlich überprüft.